# Mitsubishi AAM-3
Тип 90 (яп. 90式空対空誘導弾 90 сики ку:таику: ю:до:дан, «управляемая ракета воздух-воздух типа 90», также Мицубиси AAM-3 (англ. Mitsubishi Air-to-Air Missile 3)) — японская управляемая ракета класса «воздух—воздух» малой дальности, оснащённая тепловой головкой самонаведения. Разработка корпорации Mitsubishi Heavy Industries, находится на вооружении Воздушных сил самообороны Японии с 1990 года. Предполагается, что Тип 90 должна постепенно заменить в эксплуатации американские ракеты AIM-9 Sidewinder, которые и лежат в основе конструкции AAM-3.

## Тактико-технические характеристики
1. Длина: 3,1 м
2. Диаметр: 0,127 м
3. Размах крыльев: 0,64 м
4. Масса: 91 кг
5. Система наведения: Инфракрасная ГСН
6. Дальность: 13 км